# Anenii Noi (arrondissement)
Anenii Noi (Russisch: Хэнэсений Ной, Hènèšenij Noj) is een arrondissement (raion) van Moldavië, dat op 50 km afstand ligt van de Moldavische hoofdstad Chișinǎu. De zetel van het arrondissement is Anenii Noi. Op 01-01-2012 had het arrondissement 83.100 inwoners.
Op 11 januari 2005, kreeg de communistische partij 51,52% van alle stemmen.
De 26 gemeenten, incl. deelgemeenten (localitățile) van Anenii Noi:
- Anenii Noi, met de titel orașul (stad), incl. Albiniţa, Beriozchi, Hîrbovăţul Nou, Ruseni en Socoleni
- Botnărești, incl. Salcia
- Bulboaca
- Calfa, incl. Calfa Nouă
- Chetrosu, incl. Todirești
- Chirca, incl. Botnăreștii Noi
- Ciobanovca, incl. Balmaz, Mirnoe en Troița Nouă
- Cobusca Nouă
- Cobusca Veche, incl. Florești
- Delacău
- Floreni
- Geamăna, incl. Batîc
- Gura Bîcului
- Hîrbovăț
- Maximovca
- Mereni
- Merenii Noi
- Ochiul Roș, incl. Picus
- Puhăceni
- Roșcani
- Șerpeni
- Speia
- Telița, incl. Telița Nouă
- Țînțăreni, incl. Crețoaia
- Varnița
- Zolotievca, incl. Larga en Nicolaevca